# Hisamitsu Springs 2014-2015
Questa voce raccoglie le informazioni riguardanti le Hisamitsu Springs nella stagione 2014-2015.

## Organigramma societario
Area direttiva
- Presidente: Akira Kayashima
- Vicepresidente: Takenori Kobayakawa

Area tecnica
- Allenatore: Kumi Nakada
- Assistente allenatore: Toshihide Nonaka, Shun Toyokihara
- Scout: Fumiya Nakamura
- Analista: Kaoru Shimmura

## Rosa
| N° | Nome                | Ruolo | Data di nascita   | Nazionalità sportiva |
| -- | ------------------- | ----- | ----------------- | -------------------- |
| 1  | Miyu Nagaoka        | S     | 25 luglio 1991    | Giappone             |
| 2  | Chizuru Kotō        | P     | 8 settembre 1982  | Giappone             |
| 3  | Risa Shinnabe       | S     | 11 luglio 1990    | Giappone             |
| 4  | Nana Iwasaka        | C     | 3 luglio 1990     | Giappone             |
| 5  | Yumi Mizuta         | C     | 30 novembre 1986  | Giappone             |
| 6  | Yuki Ishii          | S     | 8 maggio 1991     | Giappone             |
| 8  | Rika Nomoto         | S     | 21 settembre 1991 | Giappone             |
| 9  | Brankica Mihajlović | S     | 13 aprile 1991    | Serbia               |
| 10 | Kotoki Zayasu       | L     | 11 gennaio 1990   | Giappone             |
| 11 | Maiko Kanō          | P     | 15 luglio 1988    | Giappone             |
| 12 | Mizuki Minami       | P     | 19 febbraio 1993  | Giappone             |
| 13 | Shiori Murata       | S     | 23 giugno 1992    | Giappone             |
| 14 | Fumika Moriya       | C     | 7 aprile 1992     | Giappone             |
| 15 | Misaki Handa        | C     | 28 aprile 1993    | Giappone             |
| 16 | Kanae Yoshimaru     | C     | 3 agosto 1994     | Giappone             |
| 17 | Miku Nanba          | S     | 6 dicembre 1994   | Giappone             |
| 18 | Mana Toe            | L     | 18 maggio 1994    | Giappone             |
| 20 | Sayaka Tsutsui      | L     | 29 agosto 1992    | Giappone             |
| 23 | Risa Ishibashi      | C     | 3 febbraio 1990   | Giappone             |
| 24 | Ayano Nakaoji       | P     | 24 luglio 1991    | Giappone             |

## Mercato
| Acquisti | Acquisti            | Acquisti          | Acquisti   |
| R.       | Nome                | da                | Modalità   |
| -------- | ------------------- | ----------------- | ---------- |
| C        | Fumika Moriya       | Pioneer Red Wings | definitivo |
| P        | Ayano Nakaoji       | NIFS              | definitivo |
| S        | Brankica Mihajlović | Volero Zurigo     | definitivo |

| Cessioni | Cessioni       | Cessioni       | Cessioni   |
| R.       | Nome           | a              | Modalità   |
| -------- | -------------- | -------------- | ---------- |
| S        | Mihoko Tsutsui | -              | ritirata   |
| C        | Kanako Hirai   | -              | ritirata   |
| S        | Cibele Barboza | Pinheiros      | definitivo |
| S        | Mizuho Ishida  | Denso Airybees | definitivo |

## Risultati

### Coppa dell'Imperatrice

#### Fase ad eliminazione diretta
| Secondo turno - 11 dicembre 2014 Tokyo Metropolitan Gymnasium, Tokyo    | Hisamitsu Springs | 3 - 0 | Chukyo University | 25-15, 25-21, 25-15               |
| Quarti di finale - 12 dicembre 2014 Tokyo Metropolitan Gymnasium, Tokyo | Hisamitsu Springs | 3 - 2 | Ageo Medics       | 15-25, 23-25, 25-19, 25-18, 15-11 |
| Semifinale - 13 dicembre 2014 Tokyo Metropolitan Gymnasium, Tokyo       | Hisamitsu Springs | 3 - 0 | NEC Red Rockets   | 25-19, 25-20, 25-20               |
| Finale - 14 dicembre 2014 Tokyo Metropolitan Gymnasium, Tokyo           | Hisamitsu Springs | 3 - 0 | Hitachi Rivale    | 25-19, 25-13, 25-23               |

## Statistiche

### Statistiche di squadra
| Competizione           | Punti | In casa | In casa | In casa | In trasferta | In trasferta | In trasferta | Campo neutro | Campo neutro | Campo neutro | Totale | Totale | Totale |
| Competizione           | Punti | G       | V       | P       | G            | V            | P            | G            | V            | P            | G      | V      | P      |
| ---------------------- | ----- | ------- | ------- | ------- | ------------ | ------------ | ------------ | ------------ | ------------ | ------------ | ------ | ------ | ------ |
| V.Premier League       |       |         |         |         |              |              |              |              |              |              |        |        |        |
| Coppa dell'Imperatrice | -     |         |         |         |              |              |              |              |              |              |        |        |        |
| Torneo Kurowashiki     | -     |         |         |         |              |              |              |              |              |              |        |        |        |
| Totale                 | -     |         |         |         |              |              |              |              |              |              |        |        |        |

G = partite giocate; V = partite vinte; P = partite perse

### Statistiche dei giocatori
| M. Handa      |  |  |  |  |  | Statistiche assenti | Statistiche assenti | Statistiche assenti |
| R. Ishibashi  |  |  |  |  |  | Statistiche assenti | Statistiche assenti | Statistiche assenti |
| Y. Ishii      |  |  |  |  |  | Statistiche assenti | Statistiche assenti | Statistiche assenti |
| N. Iwasaka    |  |  |  |  |  | Statistiche assenti | Statistiche assenti | Statistiche assenti |
| C. Kotō       |  |  |  |  |  | Statistiche assenti | Statistiche assenti | Statistiche assenti |
| M. Kanō       |  |  |  |  |  | Statistiche assenti | Statistiche assenti | Statistiche assenti |
| B. Mihajlović |  |  |  |  |  | Statistiche assenti | Statistiche assenti | Statistiche assenti |
| M. Minami     |  |  |  |  |  | Statistiche assenti | Statistiche assenti | Statistiche assenti |
| Y. Mizuta     |  |  |  |  |  | Statistiche assenti | Statistiche assenti | Statistiche assenti |
| F. Moriya     |  |  |  |  |  | Statistiche assenti | Statistiche assenti | Statistiche assenti |
| S. Murata     |  |  |  |  |  | Statistiche assenti | Statistiche assenti | Statistiche assenti |
| M. Nagaoka    |  |  |  |  |  | Statistiche assenti | Statistiche assenti | Statistiche assenti |
| A. Nakaoji    |  |  |  |  |  | Statistiche assenti | Statistiche assenti | Statistiche assenti |
| M. Nanba      |  |  |  |  |  | Statistiche assenti | Statistiche assenti | Statistiche assenti |
| R. Nomoto     |  |  |  |  |  | Statistiche assenti | Statistiche assenti | Statistiche assenti |
| R. Shinnabe   |  |  |  |  |  | Statistiche assenti | Statistiche assenti | Statistiche assenti |
| M. Toe        |  |  |  |  |  | Statistiche assenti | Statistiche assenti | Statistiche assenti |
| S. Tsutsui    |  |  |  |  |  | Statistiche assenti | Statistiche assenti | Statistiche assenti |
| K. Yoshimaru  |  |  |  |  |  | Statistiche assenti | Statistiche assenti | Statistiche assenti |
| K. Zayasu     |  |  |  |  |  |                     |                     |                     |

P = presenze; PT = punti totali; AV = attacchi vincenti; MV = muri vincenti; BV = battute vincenti